# Alan Mak (director)
Alan Mak Siu-fai (麥兆輝 Mài Zhàohuī; nascut l'1 de gener de 1965), és un escriptor, director, productor i actor de cinema de Hong Kong.

## Primers anys
El 1965, Mak va néixer a Hong Kong.

## Educació
El 1986, Mak va estudiar a l'Escola de Drama de l'Acadèmia d'Arts Escèniques de Hong Kong. Quan es va graduar el 1990, va començar la seva carrera cinematogràfica.

## Carrera
Mak va fer el seu debut com a director el 1997, amb la seva primera pel·lícula Nude Fear, que va ser escrita i produïda per Joe Ma. Després d'això, Mak va dirigir més pel·lícules com Rave Fever, A War Named Desire, Final Romance i Stolen Love , que seria la seva primera col·laboració amb l'escriptor Felix Chong.
El 2002, Mak i Chong van escriure el seu primer guió junts. La pel·lícula va ser Infernal Affairs, que va ser produïda pel company de direcció de Mak, Andrew Lau, que també com a director de fotografia. Lau i Mak també van ser directors de la pel·lícula, i seria la primera de moltes col·laboracions amb el duet de directors.
Infernal Affairs era protagonitzada pels quatre millors actors de l'any: Andy Lau, Tony Leung Chiu-Wai, Eric Tsang i Anthony Wong —juntament amb les dues millors actrius de l'any—Kelly Chen i Sammi Cheng. Infernal Affairs va ser l'èxit de taquilla número u a Hong Kong aquell any, batent només diversos rècords de taquilla. A més, la pel·lícula va guanyar molts Hong Kong Film Awards, incloent Millor pel·lícula, Millors directors (Lau i Mak), Millor guió (Mak i coguionista Chong) i Millor actor secundari (Wong). Infernal Affairs també va guanyar premis als Premis Golden Horse i als Premis Golden Bauhinia.
El 2003, Lau i Mak van completar la trilogia amb la preqüela Infernal Affairs II i la seqüela/preqüela Infernal Affairs III. Aquell mateix any, Mak va rebre el premi Líder de l'Any 2003 a la categoria Esports/Cultura/Entreteniment.
El 2004, Lau i Mak van treballar en un altre èxit de taquilla, Initial D, que es va rodar al Japó i es va estrenar a Hong Kong durant l'estiu. Una vegada més, també va ser una altra pel·lícula d'èxit per a Lau i Mak, guanyant múltiples premis als Hong Kong Film Awards, guanyant el premi al millor intèrpret novell (Jay Chou), millor actor secundari (Anthony Wong Chau Sang), i millors efectes visuals.
El 2006, Lau, Mak i el guionista Felix Chong es van tornar a fer en equip per fer la pel·lícula del 2005, Moonlight in Tokyo. Van tornar a formar equip per a la pel·lícula del 2006 Confession of Pain, una vegada més tornant a formar equip amb l'estrella d'Infernal Affairs Tony Leung Chiu-Wai. També va crear The Silent War.
La següent pel·lícula de Mak va ser Lady Cop & Papa Crook, que va coescriure i codirigir amb Felix Chong. La pel·lícula es va estrenar el 2008 i va marcar el retorn al llargmetratge de Sammi Cheng després d'una pausa de tres anys.
Ha treballat sòlidament des de llavors estrenant pel·lícules fins a Integrity del 2019. La seva propera pel·lícula Justice Seeker està en postproducció.

## Filmografia
- 1998 Nude Fear
- 1999 Rave Fever
- 2000 A War Named Desire
- 2001 Final Romance
- 2001 Stolen Love
- 2002 Infernal Affairs
- 2003 1:99 Shorts (segment)
- 2003 Infernal Affairs II
- 2003 Infernal Affairs III
- 2005 Moonlight in Tokyo
- 2005 Initial D
- 2006 Confession of Pain
- 2008 Lady Cop & Papa Crook
- 2009 Overheard
- 2011 The Lost Bladesman
- 2011 Overheard 2[4]
- 2012 The Silent War[5]
- 2014 Overheard 3
- 2015 I Am Somebody[6]
- 2017 Extraordinary Mission[7]
- 2019 Integrity
- 2022 The Procurator
- 2023 Under Current

## Premis i nominacions
| Any  | Pel·lícula       | Premis i nominacions                                | Ocasió                     |
| ---- | ---------------- | --------------------------------------------------- | -------------------------- |
| 2010 | Overheard (2009) | Nominada: Millor director Compartit amb Felix Chong | 29ns Hong Kong Film Awards |
| 2010 | Overheard (2009) | Nominada: Millor guió Compartida amb Felix Chong    | 29ns Hong Kong Film Awards |